# 레이디 아멜리아 윈저
레이디 아멜리아 소피아 시어도라 메리 마거릿 윈저(Lady Amelia Sophia Theodora Mary Margaret Windsor, 1995년 8월 24일 ~ )는 영국 패션 모델이자 영국 왕실의 일원이다. 백작의 딸로서, 그녀는 자유롭게 레이디의 칭호를 유지할 수 있다. 그녀는 2025년 1월 현재, 영국 왕위 계승 서열 44위이다. 그녀는 켄트 공작 에드워드의 손녀이므로, 결과적으로 조지 5세와 테크의 메리의 고손녀이다. 그녀는 한때 찰스 3세가 제거되었던 2촌이다.